# VfL Minden
VfL Minden was een Duitse voetbalclub uit Minden, Noordrijn-Westfalen.

## Geschiedenis
De club werd in 1910 opgericht als Teutonia Minden, er werd gespeeld op de Simeonsplatz. In 1919 werd de naam VfL Minden aangenomen. De club werd lid van de ATuSB, de arbeiderscompetitie en was dus niet actief in de West-Duitse voetbalbond. De club was in de jaren twintig bij de succesvollere van Oostwestfalen. In 1933 werd de club door de NSDAP verboden en ontbonden. In 1945 wordt de club heropgericht als Turngemeinde Minden en in 1949 wordt opnieuw de naam VfL aangenomen. De club speelde voornamelijk in de Kreisklassen, de laagste reeksen. In 1992 fuseerde de club met SC Minden en Mindener SpVgg 05 en werd zo Union Minden.
In 2002 besluiten oude leden om zich van Union af te splitsen en de oude club nieuw leven in te blazen. In het seizoen 2017/18 ging de club nog maar met één team de competitie in de Kreisliga A in. Nadat driemaal een wedstrijd gestaakt werd, werd het team uit de competitie teruggetrokken. Sindsdien wordt er geen competitie meer gespeeld en is de club in feite opgeheven.